# Metro v Bratislavě

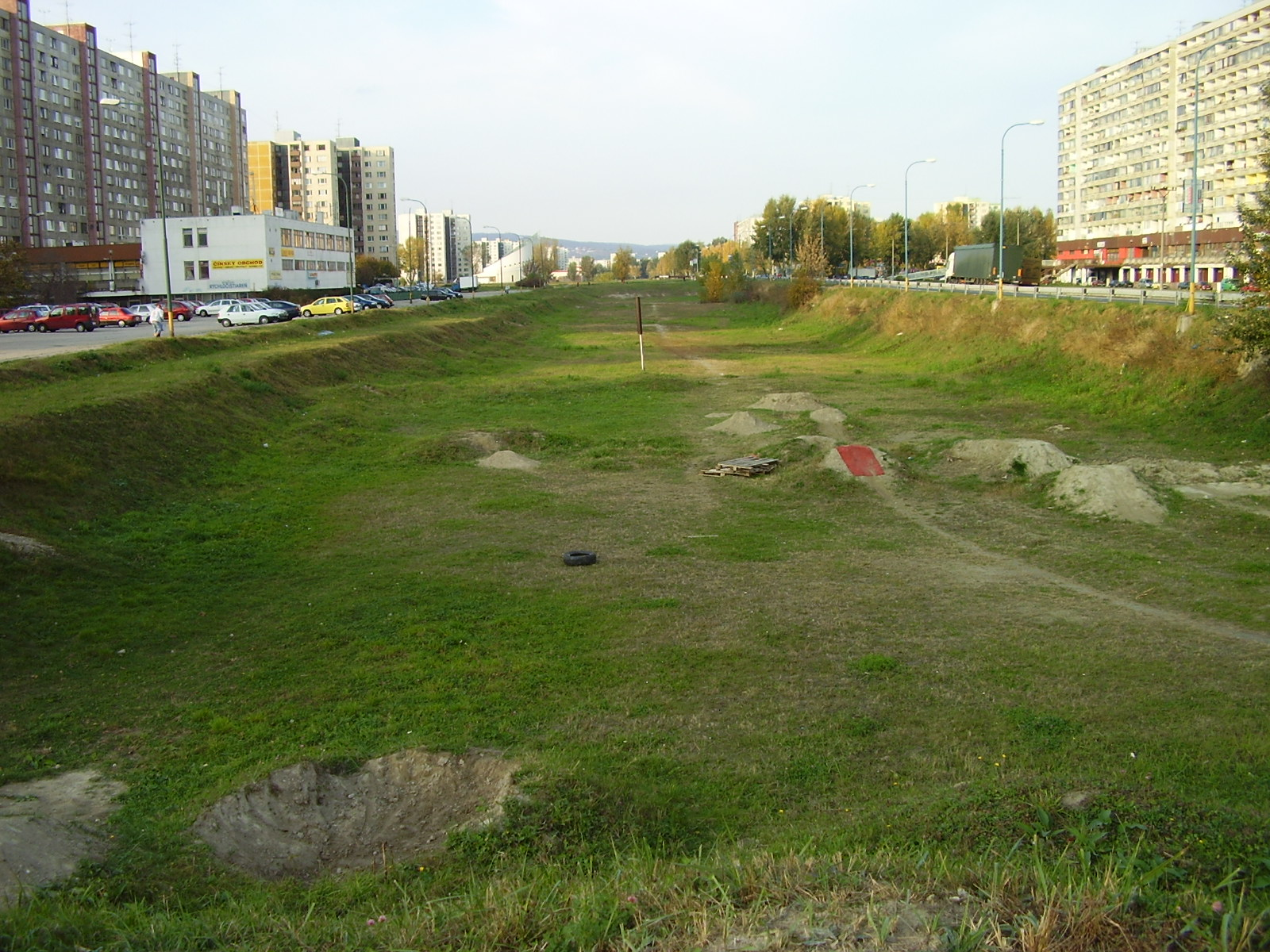
Zde (Petržalka) se začalo v 80. letech s budováním metra

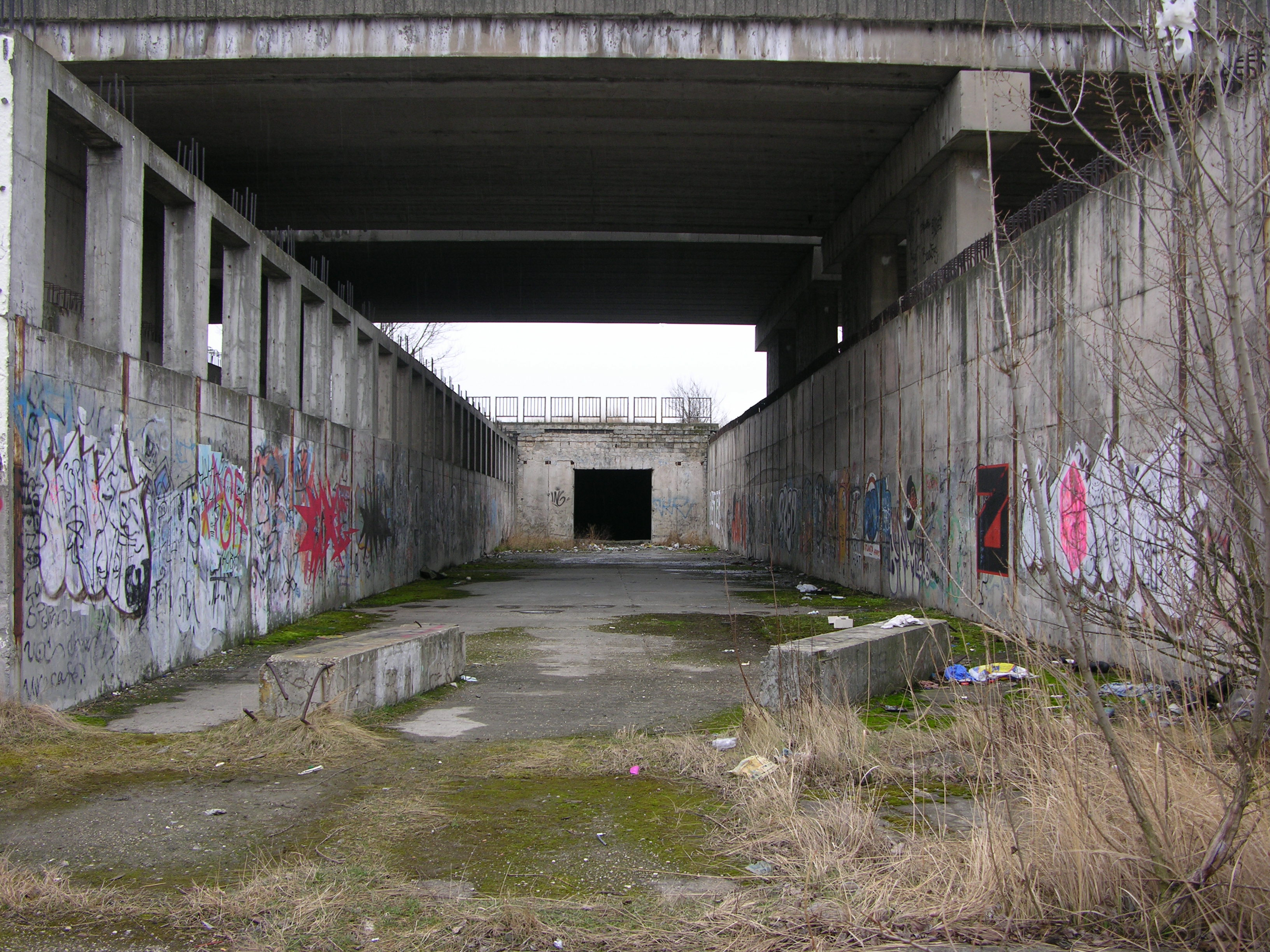
Zde (Petržalka) se začalo v 80. letech s budováním metra (pohled do tunelu)

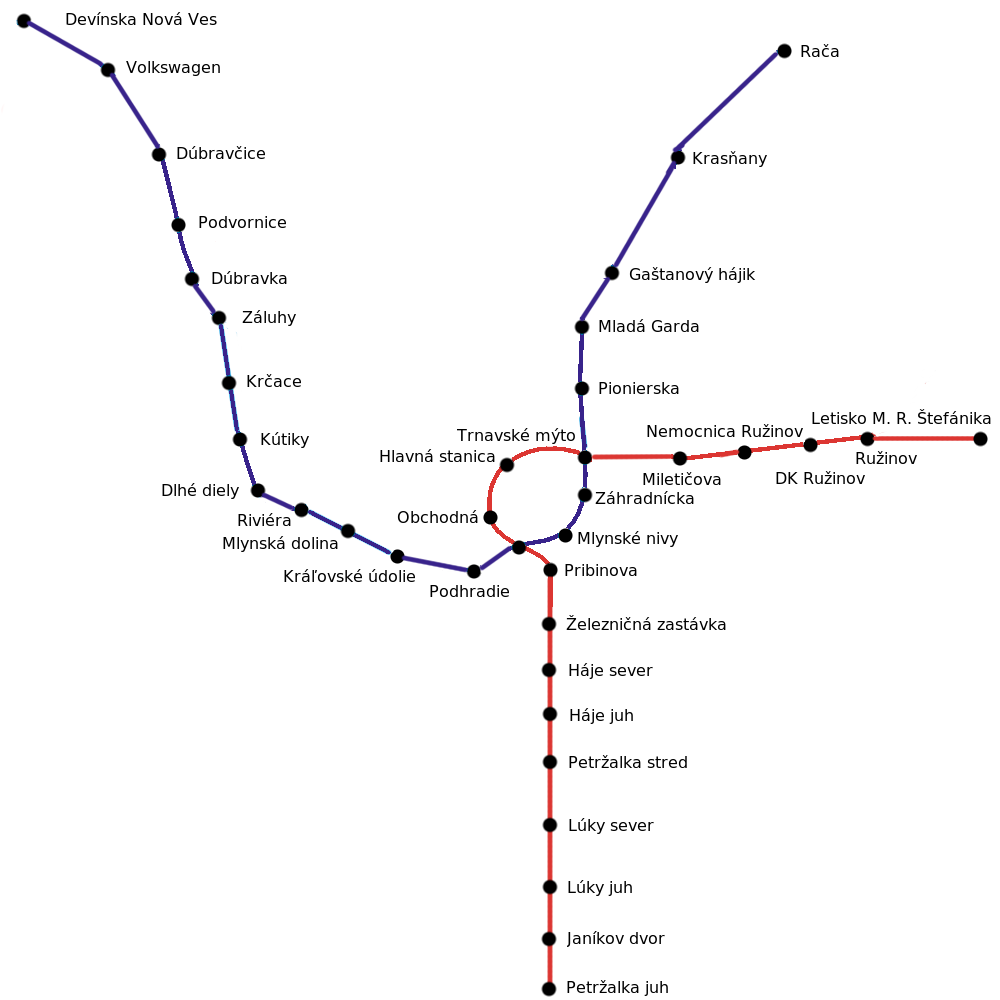
Jedna z možných variant linek metra v budoucnosti

Metro v Bratislavě je nedokončený projekt páteřního druhu dopravy v hlavním městě Slovenska, Bratislavě. Byl zahájen v roce 1988 a opuštěn v roce 1989.

## Historie

### Metro sovětského typu
V 70. a 80. letech 20. století se začala Bratislava rychle rozrůstat; přibyla nová sídliště. Podle tehdejší komunistické praxe se tedy rozhodlo, že vznikne metro sovětského typu, druhé v Československu. Podobně jako v Praze, kde metro spojilo centrum města s jeho největším sídlištěm, Jižním Městem, v Bratislavě mělo metro propojit sídliště Petržalka a historické jádro města, jezdit zde měly soupravy československé (později východoněmecké výroby). S výstavbou se začalo roku 1988, a to směrem od jihu k centru. Na jižním okraji Petržalky mělo stát i Depo Janíkov Dvor.
Protože se však socialistické zřízení hroutilo a byly přehodnoceny priority města, výstavba tak byla po zhruba roce zastavena a po pádu komunismu úplně zrušena. Dodnes tak po metru zůstalo torzo náspu a rozestavěné depo.

### Lehké metro/VAL
Přesto potřeba lépe dopravně napojit největší sídliště země zůstala. A protože by metro stálo zhruba 100 miliard Sk, jako levnější řešení se zvolil systém VAL, který je známý z Francie. Ten je ale, stejně jako metro, také kritizován, a to především za to, že nikde netvoří páteř MHD a nemá dostatečnou přepravní kapacitu.
S implementací tohoto systému se uvažuje již od roku 1996, roku 1998 se však objevily spory s dodavateli, hlavně v oblasti financování. Mezitím založená společnost Metro a. s. proto kontrakt na výstavbu podzemky nepodepsala.
O další dva roky později, roku 2000, zpracovalo město Dokumentaci o nosném systému MHD v Bratislavě, kde zpracovalo několik variant; pokračování současného stavu, zavedení systému VAL či vybudování povrchové či podzemní dráhy. Objevily se však opět problémy s financováním a celý projekt tak skončil zase neúspěchem.
Po mnoha dalších projektech nakonec nosný systém městské hromadné dopravy v Bratislavě bude tvořit nejspíš rychlodrážní tramvajová linka (poslední z projektů na vybudování metra padl roku 2003), trať má být vedená z jižní Petržalky přes Starý most do centra metropole a ukončena bude na Šafárikově náměstí. Vybudování i pořízení vozů by mělo vyjít celkem na sumu 3 až 5 miliard Sk.

### První stanice metra
Přestože v současné době nestojí ani metro, ani VAL či rychlodrážní tramvaj, první stanice zamýšleného metra již v hrubých rysech existuje; nachází se v budově v ulici Dostojevského rad. Společnost, která zde odkoupila budovu, se při smlouvě zavázala, že na své náklady vytvoří v jejím podzemí prostor, který bude využitelný v budoucnu jako stanice metra (právě na tomto místě je podle mnohých projektů stanice zamýšlená).

### Výsledek
V roce 2007 se měla začít budovat rychlodrážní tramvajová trať Šafárikovo náměstí – Petržalka / Janíkov Dvor jako náhrada metra. K započetí stavby 1. etapy (Šafárikovo nám.-Bosákova) došlo v roce 2013. První etapa stavby skončila v červenci 2016 a na nové trati jsou čtyři zastávky: Šafarikovo námestie, Sad Janka Kráľa, Farského a Jungmannova. 
V druhé etapě bude tramvajová trať pokračovat dále až na konečnou Janíkov Dvor. Zakázku na prodloužení o délce 3,9 km získalo v listopadu 2011 Združenie MHD Petržalka. Plány z roku 2021 předpokládaly její dokončení koncem roku 2023.